# Norphlet (Arkansas)
Norphlet – miasto w Stanach Zjednoczonych, w stanie Arkansas, w hrabstwie Union.